# فدراسیون والیبال ایران
فدراسیون والیبال ایران نهاد اداره‌کننده والیبال در ایران است.

## پیشینه
سال ابداع والیبال ۱۸۹۱ میلادی و سال ورود به ایران ۱۹۲۰ میلادی بود. سال ۱۳۲۴ اولین بار در ایران فدراسیون‌های ورزشی تأسیس شد و در آن زمان فدراسیونی به نام فدراسیون والیبال و بسکتبال شکل گرفت و تا سال ۱۳۳۶ به همین گونه ادامه داشت. در پایان سال ۱۳۳۶، والیبال ایران دارای فدراسیون مستقل شد و امیرعباس امین به عنوان اولین رئیس فدراسیون والیبال کار خود را آغاز کرد. در همین دوران بحث عضویت ایران در فدراسیون بین‌المللی والیبال مطرح شد و سرانجام یک سال بعد در سال ۱۹۵۹ میلادی (۱۲ سال بعد از تشکیل فدراسیون جهانی) فدراسیون والیبال ایران عضو فدراسیون بین‌المللی والیبال شد.

## اولین تیم ملی
در سال ۱۳۱۸ اولین دوره مسابقات والیبال قهرمانی ایران همزمان با مسابقات سایر رشته‌های ورزشی برگزار شد. در ابتدای تأسیس فدراسیون‌های ورزشی (سال ۱۳۲۴) والیبال و بسکتبال دارای فدراسیون مشترک شدند و تا سال ۱۳۳۶ به همین نحو ادامه داشت. در آن سالها مسابقاتی تحت عنوان قهرمانی باشگاه‌ها، دستجات آزاد، انتخابی، قهرمانی مدارس و دانشکده‌های هر شهرستان و نهایتاً قهرمانی کشور انجام می‌گرفت.

### سالنی مردان
در سال ۱۳۳۷ برای اولین بار تیم ملی والیبال مردان پاکستان به تهران دعوت شد و چند رقابت دوستانه با تیمهای ملی و باشگاهی و ارتش ایران انجام داد. تیم ملی والیبال مردان ایران برای اولین بار در این سال تشکیل شد. چندی بعد تیم ملی مردان ایران به مسابقات والیبال در بازیهای آسیایی ۱۹۵۸ توکیو اعزام شد. اعضای این تیم را هشت بازیکن (کمال پورهاشمی، عبدالمنعم کمال، محمد اسمعیل اشتری، محمد شریف زاده، عباس تهرانی، محمود عدل، حسینعلی امیری و سیاوش فرخی) تشکیل می‌دادند و مربی تیم هم فریدون شریف‌زاده از بزرگان والیبال، بسکتبال و فوتبال آن دوران بود و سابقه عضویت در تیم گالاتا سرای ترکیه را هم داشت. این تیم در اولین حضور رسمی به مدال نقره رسید.

### سالنی زنان
پس از بیش از یک دهه فعالیت بانوان در رشته والیبال، سرانجام نخستین تیم ملی بانوان در رشتهٔ والیبال در ۱۵ شهریور ماه سال ۱۳۴۲ (۶ سپتامبر ۱۹۶۳) در سالن ۷ تیر تهران، مقابل تیم ملی ژاپن به میدان رفت. این تیم نخستین تلاش ورزش ایران «در رده ای ملی» برای حضور بانوان در عرصهٔ ورزشهای تیمی و گروهی است. (نخستین پیروزی برای والیبال بانوان ایران در مقابل یک تیم خارجی در ردهٔ باشگاهی، در اردیبهشت ۱۳۳۹ کسب شده بود، زمانی که تیم والیبال منتخب دانشگاه تهران با حضور فریده منوچهری، مهری انور، دخی یزدان فر، عذرا ملک و نفرات دیگر با تعلیم عبدالمنعم کمال، در تهران و برابر تیم والیبال زنان باشگاه فنرباعچه ترکیه پیروز شد.)تیم ژاپن ۷ ماه پیش‌تر از این مسابقه در مسابقات جهان ۱۹۶۲ شوروی، با اقتدار (۷ پیروزی و تنها یک ست از دست داده مقابل شوروی) قهرمان جهان شده بود. در این بازی ژاپن موفق شد با نتیجه ۳ بر صفر پیروز شود. تیم ایران در اولین مسابقه تاریخ والیبال خود تنها موفق به کسب ۷ امتیاز در ۳ دست بازی (دستهای ۱۵ امتیازی) شد. مسابقه دیگری در روز بعد (۱۶ شهریور) انجام شد که آن مسابقه را نیز تیم ژاپن با نتیجه مشابه ۳–۰ پیروز شد.

### ساحلی
والیبال ساحلی از سال ۱۹۱۵ در هاوایی شکل گرفت. در دهه ۱۹۳۰ از شش نفره به دونفره تبدیل شد. در دهه ۱۹۴۰ اولین مسابقات داخلی در ایالات متحده برگزار شد. تا ۱۹۷۴ مسابقات آماتوری و با جوایز غیرنقدی و اغلب به صورت ملی (نه بین المللی) در آمریکا و چند کشور اروپایی برگزار می شد. از ۱۹۷۴ تا ۱۹۸۷ مسابقات بین المللی غیررسمی با جوایز نقدی برگزار می شد. در سال ۱۹۸۷ توسط فدراسیون جهانی این رشته به رسمیت شناخته شد. امروزه بیش از ۲۰۰ مسابقه بین المللی در سال در سطح جهان برگزار می شود. از سال ۱۳۷۲ در بخش مردان و از سال ۱۴۰۱ نیز در بخش زنان شروع به کار کرد.

### برفی
والیبال برفی نخستین بار در سال ۲۰۰۹ در کشور اتریش ابداع و سپس تور والیبال برفی در این کشور برگزار شد. این رشته ورزشی در سال ۲۰۱۵ از سوی کنفدراسیون اروپا به رسمیت شناخته و مسابقات والیبال برفی قاره سبز نیز در همان سال برگزار شد. سال ۲۰۱۹ فدراسیون جهانی والیبال نیز والیبال برفی را در تقویم مسابقات خود قرار دارد و تورهای جهانی والیبال برفی شروع شد. با توجه به شرایط آب و هوایی ایران، والیبال برفی نیز فعالیت خود را خیلی زود در کشورمان آغاز کرد و در سال ۲۰۱۷ نخستین تور جهانی والیبال برفی به میزبانی ایران در پیست اسکی دیزین برگزار شد. رشد و توسعه والیبال برفی یکی از اهداف فدراسیون جهانی و فدراسیون والیبال ایران است و مسئولیت این رشته از سال ۲۰۱۷ تا ۲۰۲۳ برعهده کمیته ساحلی فدراسیون بود. در ۲۰ دی ماه ۱۴۰۱ (۲۰۲۳ میلادی) والیبال برفی ایران رسماً مستقل شد و محمدرضا داورزنی در حکمی عباس نظریان را به‌عنوان رئیس این کمیته در فدراسیون والیبال منصوب کرد.
اولین دوره قهرمانی والیبال برفی کشور در سال ۱۴۰۱ برگزار شد. اولین اعزام قرار بود به قهرمانی آسیا در قزاقستان باشد که مسابقات لغو شد. در اسفند ۱۴۰۲ اولین اعزام تیم ملی به تور والیبال برفی اروپا در ترکیه انجام شد که جهت رنکینگ دار شدن تیم ایران برای حضور در اولین دوره قهرمانی آسیا ۲۰۲۴ چین بود. در مسابقات ترکیه، تیم ایران با دو باخت به کار خود پایان داد. در حال حاضر در ایران فقط در بخش مردان فعال است و به دلایل نامشخص و همانند والیبال ساحلی در بخش زنان فعال نیست.

### والیبال سه نفره و چهارنفره
در سال های اخیر مسابقات ۳ و ۴ نفره در سطح همگانی در کشور برگزار شده است ولی در سطح بین المللی مسابقاتی وجود ندارد.

## تیم‌های ملی

### فدراسیون والیبال
1. تیم ملی والیبال مردان ایران - شکل‌گیری ۱۳۳۷ یا ۱۹۵۸
2. تیم ملی والیبال زنان ایران - شکل‌گیری ۱۳۴۲ یا ۱۹۶۳
3. تیم ملی والیبال زیر ۲۳ سال مردان ایران - شکل‌گیری ۱۳۹۴ یا ۲۰۱۵
4. تیم ملی والیبال زیر ۲۳ سال زنان ایران - شکل‌گیری ۱۳۹۴ یا ۲۰۱۵
5. تیم ملی والیبال زیر ۲۱ سال مردان ایران - شکل‌گیری ۱۳۷۷ یا ۱۹۸۸
6. تیم ملی والیبال زیر ۲۱ سال زنان ایران - شکل‌گیری ۱۳۸۹ یا ۲۰۱۰
7. تیم ملی والیبال زیر ۱۹ سال مردان ایران - شکل‌گیری ۱۳۶۸ یا ۱۹۸۹
8. تیم ملی والیبال زیر ۱۹ سال زنان ایران - شکل‌گیری ۱۳۸۷ یا ۲۰۰۸
9. تیم ملی والیبال زیر ۱۷ سال مردان ایران - شکل‌گیری ۱۴۰۲ یا ۲۰۲۳
10. تیم ملی والیبال زیر ۱۷ سال زنان ایران - شکل‌گیری ۱۴۰۲ یا ۲۰۲۳
11. تیم ملی والیبال ساحلی مردان ایران - شکل‌گیری ۱۳۷۲ یا ۱۹۹۳
12. تیم ملی والیبال ساحلی زنان ایران - شکل‌گیری به زودی
13. تیم ملی والیبال برفی مردان ایران - شکل‌گیری ۱۴۰۲ یا ۲۰۲۴
14. تیم ملی والیبال برفی زنان ایران - شکل‌گیری به زودی

### فدراسیون های دیگر
1. تیم ملی والیبال دانشجویان مردان ایران
2. تیم ملی والیبال دانشجویان زنان ایران
3. تیم ملی والیبال دانش آموزان پسران ایران
4. تیم ملی والیبال دانش آموزان دختران ایران
5. تیم ملی والیبال ارتش مردان ایران
6. تیم ملی والیبال ارتش زنان ایران
7. تیم ملی والیبال کارگران مردان ایران
8. تیم ملی والیبال کارگران زنان ایران
9. تیم ملی والیبال ناشنوایان مردان ایران
10. تیم ملی والیبال ناشنوایان زنان ایران
11. تیم ملی والیبال نشسته مردان ایران - شکل گیری ۱۳۶۲ یا ۱۹۸۴
12. تیم ملی والیبال نشسته زنان ایران - شکل گیری ۱۳۷۸ یا ۲۰۰۰

## کادر فعلی
- رئیس فدراسیون: سید میلاد تقوی
- مشاور عالی: وحید مرادی
- دبیرکل: امیرحسین منظمی
- نایب رئیس:علی اصغر مونسان
- نایب رئیس بانوان: فریبا محمدیان
- خزانه دار: مهدی اسلامی (سرپرست)
- مدیر داخلی: مهناز شاددل
- مدیر حوزه ریاست: علیرضا استعدادی
- رئیس کمیته رویدادها و مسابقات: شهرام عظیمی (سرپرست)
- رئیس کمیته انضباطی: علی فرخی
- رئیس کمیته داوران: ابراهیم فیروزی
- رئیس دپارتمان آموزش، مربیان و استعدادیابی: جهانگیر سیدعباسی
- رئیس کمیته انفورماتیک: مرتضی قنبر افجه
- رئیس سازمان ساحلی: توفیق کابلی (سرپرست)
- رئیس دپارتمان ارتباطات: حمید احمدی‌نیا
- مدیر امور اداری: زهرا نژادعلی
- رئیس کمیته پزشکی: مهدی ابارشی

## رؤسای فدراسیون
1. امیرعباس امین (از سال ۱۳۳۶ تا اواخر سال ۱۳۴۲)
2. کاظم رهبری (از اواخر سال ۱۳۴۲ تا سال ۱۳۴۷)
3. علی‌اکبر میر فخرائی (حدود ۸ ماه از سال ۱۳۴۷)
4. کمال خانلی (از نیمه دوم سال ۱۳۴۷ تا سال ۱۳۴۹)
5. فریدون فرخ‌نیا (از سال ۱۳۴۹ تا سال ۱۳۵۱)
6. مهدی خزاعی (از سال ۱۳۵۱ تا سال ۱۳۵۳)
7. فرهاد مسعودی (از سال ۱۳۵۳ تا اواخر سال ۱۳۵۶)
8. منوچهر شاپوری (از اواخر سال ۱۳۵۶ تا پیروزی انقلاب اسلامی در ایران)
9. محمود عدل (سال ۱۳۵۸)
10. غلامرضا جباری (از اواخر سال ۱۳۵۸ تا سال ۱۳۶۰)
11. جابر خلف‌زاده (از سال ۱۳۶۰ تا نیمه اول سال ۱۳۶۱)
12. حسین علیرضائی تهرانی (از نیمه اول سال ۱۳۶۱ تا نیمه دوم سال ۱۳۶۳)
13. غلامرضا جباری (از نیمه دوم سال ۱۳۶۳ تا اواخر سال ۱۳۶۵)
14. پرویز خاکی (از اواخر سال ۱۳۶۵ تا اواخر سال ۱۳۶۸)
15. محمدرضا یزدانی خرم (از اواخر سال ۱۳۶۸ تا مرداد سال ۱۳۸۵)
16. محمدرضا داورزنی (از نیمه دوم مرداد سال ۱۳۸۵ تا سال ۱۳۹۵) و (از سال ۱۳۹۵ تا سال ۱۳۹۶ به‌عنوان سرپرست)
17. احمد ضیایی (از ۷ دی ماه ۱۳۹۶ تا ۱۵ آذر ۱۳۹۷)
18. افشین داوری (سرپرست) (از ۱۶ آذر ۱۳۹۷ تا ۸ مهر ۱۳۹۸)
19. علی فتاحی (سرپرست) (از ۹ مهر ۱۳۹۸ تا ۲۸ آبان ۱۳۹۸)
20. محمدرضا داورزنی (از ۲۹ آبان ۱۳۹۸ تا ۱۴ آذر ۱۴۰۲)
21. وحید مرادی (سرپرست) (از ۱۴ آذر ۱۴۰۲ تا ۲۶ اسفند ۱۴۰۲)
22. سید میلاد تقوی (۲۶ اسفند ۱۴۰۲ تاکنون)